# Catoki
Catoki (né le 16 mai 1998) est un étalon de saut d'obstacles allemand appartenant au stud-book Holsteiner, monté par Philipp Weishaupt.

## Histoire
Catoki naît le 16 mai 1998 à l'élevage de Peter Boege, à Schoenhorst en Allemagne. En 2003, Catoki faisait partie du Warendorf, et devient vice-champion des chevaux de cinq ans. En 2004, il termine cinquième de la finale fédérale des chevaux de six ans.

## Palmarès
- 2010 : 18e individuel lors de la finale de la Coupe du monde de saut d'obstacles 2009-2010 à Genève[1]
- 2011 : 15e individuel lors de la finale de la Coupe du monde de saut d'obstacles 2010-2011 à Leipzig[1]. Vainqueur de l'étape Coupe du monde de Bordeaux.
- 2012 : 6e du championnat allemand

## Descendance
En 2007, Catoki était estimé à 166 points en valeur de reproduction, et était donc le numéro deux de tous les étalons allemands.